# Walter Ewert
Walter Ewert (* 21. August 1895 in Damgarten; † 31. Dezember 1975 in Steinmocker) war ein Kantor, Lehrer, Heimatforscher, Archiv- und Bodendenkmalpfleger des Kreises Greifswald-Land.

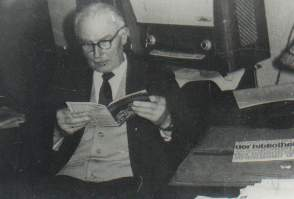
Walter Ewert

## Leben
Sein Vater war Malermeister, der vorwiegend bei der Restaurierung von Kirchen und von den umliegenden Gutsbesitzern gern zur Gestaltung ihrer Schlösser und Gutshäuser herangezogen wurde. In der Hoffnung auf bessere Verdienstmöglichkeiten ging der Vater 1913 oder 1914 nach Amerika. Er hatte wohl anfangs die Absicht, seine Familie nachzuholen, doch brach die Verbindung mit ihm mit Ausbruch des Ersten Weltkrieges ab.
Seine Frau musste Walter und dessen beide jüngeren Geschwister als Schneiderin ernähren und ausbilden lassen. So wuchsen die Kinder in bescheidenen Verhältnissen auf.
Von 1902 bis 1912 besuchte Walter Ewert die Schule in Damgarten und wurde dann seit 16. April 1912 auf dem Lehrerseminar in Ducherow, später in Pölitz auf seinen Beruf vorbereitet.
Schon damals befasste er sich mit geschichtlichen Themen. In seinem Nachlass befindet sich ein Manuskript (75 Seiten), datiert vom Juli 1913, mit dem Thema „Geschichte der Stadt Damgarten“.
Nach Beendigung seiner Lehrerausbildung wurde er 1915 Soldat und kam an die Front. Infolge eines Kopfdurchschusses verlor er ein Auge und das Gehör eines Ohres. Nach Kriegsende und Genesung wurde er 1920 als Lehrer in Todenhagen eingestellt. Danach war er Lehrer in Hagen auf Rügen, wo er im Nachbarort Lohme seine Frau kennenlernte.
Am 7. April 1921 wurde er in Gützkow als Lehrer angestellt und versah gleichzeitig das Amt des Kantors, ab 1928 auch das Amt des Organisten.
Am 20. Mai 1921 heiratete er die Fischertochter Else Hauer (* 14. April 1894 in Lohme; † 2. November 1957 in Gützkow). Die Trauung fand in Bobbin auf Rügen statt. Am 15. Januar 1923 wurde der Sohn Hans-Joachim geboren.
Es folgten Jahre reichen Schaffens als Lehrer, Kantor, Organist, Chorleiter, Archivpfleger und Kreispfleger für Bodenaltertümer.

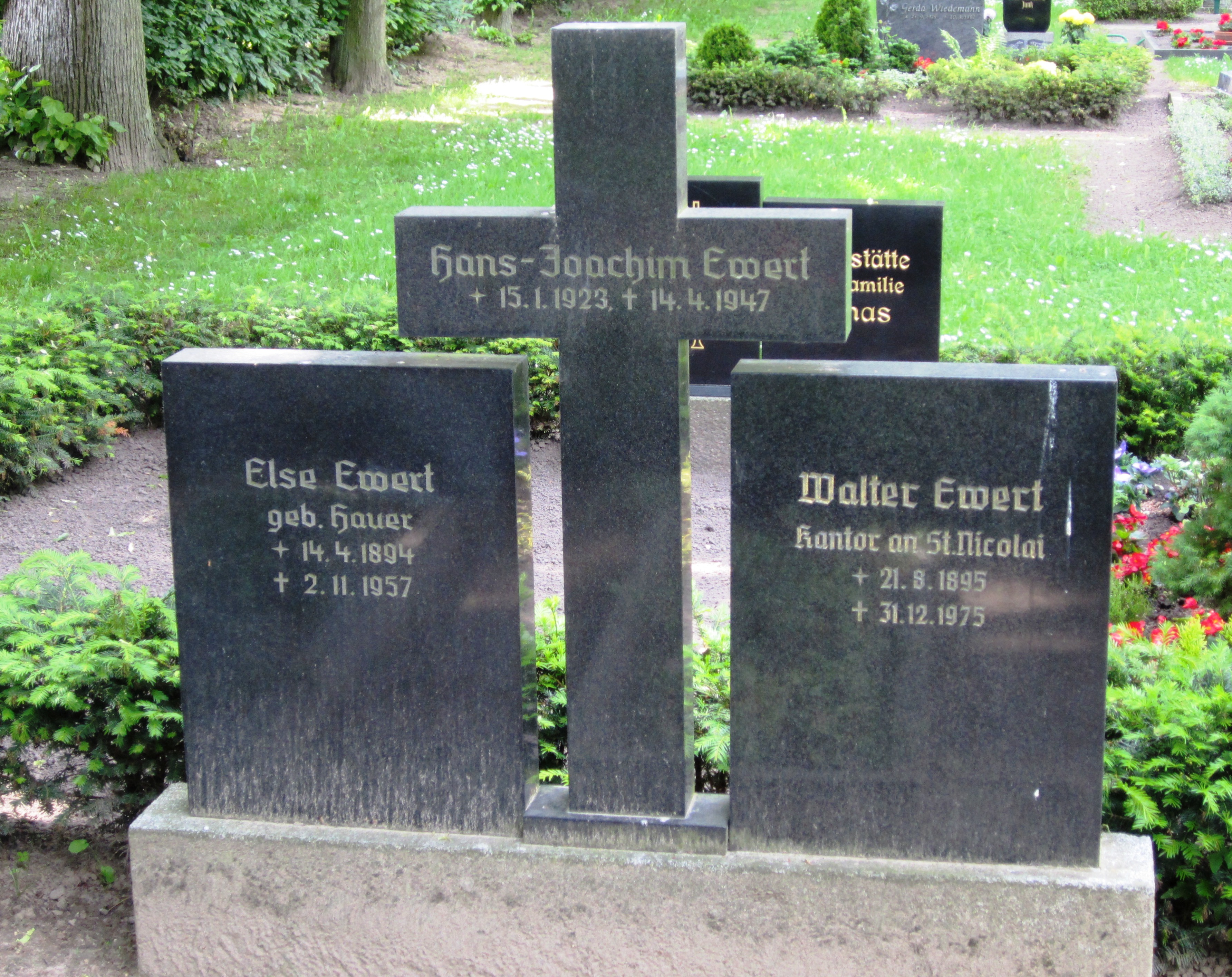
Grab der Familie Ewert in Gützkow

Im Januar 1930 leitete Walter Ewert eine erste Rettungsgrabung auf dem Schlossberg in Gützkow. Ende 1932 benachrichtigte er den Vertrauensmann für kulturgeschichtliche Bodenaltertümer, Wilhelm Petzsch, dass der Bürgermeister Gützkows plane, Erde vom Schlossberg abzutragen, um den in der Nähe liegenden Mühlenteich zuzuschütten, und initiierte damit die Ausgrabungen durch Karl August Wilde, bei denen Ewert tatkräftig mithalf.
1945 wurde er aus dem Schuldienst entlassen. Seine wertvolle geschichtswissenschaftliche Bibliothek wurde verbrannt und ihm wurde eine andere Wohnung zugewiesen. Sein Sohn, der verwundet aus dem Krieg zurückkam, fand keine Genesung und starb am 14. April 1947. Seine Frau wurde schwermütig und schied zehn Jahre später aus dem Leben.
Trotzdem arbeitete Walter Ewert weiter als Kantor und übernahm weitere Kirchenämter. Am 5. September 1960 heiratete er eine entfernte Verwandte, Käthe Knoll, die als Lehrerin in Steinmocker arbeitete, und zog zu ihr. In dem Dorf übernahm er die Bücherei. Ab 1973 wurde die Sehkraft seines anderen Auges immer schwächer, er erblindete.
Walter Ewert wurde in Gützkow neben seiner ersten Familie begraben.
1996 wurde er postum zum Ehrenbürger der Stadt Gützkow ernannt.

## Schriften
- Familiengeschichten aus alten Kirchenbüchern. In: Unser Pommerland. 9. Jg., Stettin 1924, S. 64.
- Die Landschaft Gützkow in der Wendenzeit. In: Unser Pommerland. 10. Jg., Stettin 1925, S. 57–62.
- Die Grafenzeit von Gützkow. In: Unser Pommerland. 10. Jg., Stettin 1925, S. 477–480.
- Untersuchungen über die wendischen Funde von Gützkow. In: Unser Pommerland. 12. Jg., Stettin 1927, S. 99–103.
- Heimatschutz in Gützkow und Umgegend. In: Gützkower Zeitung 4./5./8. Mai 1927
- Das Plebanat an der St. Nikolaikirche in Gützkow. In: Unser Pommerland. 13. Jg., Stettin 1928, S. 355f.
- Bischof Otto von Bamberg in Gützkow. In: Greifswalder Zeitung 1928.
- 800 Jahre Gützkower Geschichte. Manuskript 13. Mai 1928.
- Aus der Geschichte der St. Nikolai-Kirche zu Gützkow. Oehmke, Gützkow 1928.
- Was die Bodenfunde von Gützkow erzählen. In: Gützkower Zeitung vom 29. September 1929.
- Die Ausgrabungen auf dem Schloßberg zu Gützkow. Manuskript 1930.
- Über die Neuvorpommerschen Stadtrezesse. Unter besonderer Berücksichtigung Gützkows. In: Gützkower Zeitung vom 11. Januar 1931.
- Aus der Baugeschichte der St. Nikolaikirche zu Gützkow. In: Greifswalder Zeitung 1935.
- Gützkow. Die Grafenstadt an der Peene. Oehmke, Gützkow 1935.